# Mia Herskind
Mia Herskind, født 1955, er en tidligere elitegymnast nu adjunkt, ph.d. og ansat på Danmarks Pædagogiske Universitetsskole, Learning Lab Denmark. Hun er uddannet cand.scient. i idræt og pædagogik og cand. pæd. psych.
Herskind har været gymnast på eliteniveau og deltog bl.a i VM og har senere optrådt som danser på forskellige danseteatre.
Mia Herskind og den tidligere hækkeløber Lars Ingemann Nielsen er forældre til golfspilleren Mads Herskind som spiller i Iowa State University.